# Nauruski jezik
Nauruski jezik, nauruanski ili nauruški jezik (ISO 639-3: nau), jedan od mikronezijskih jezika, pripada oceanijskoj grani austronezijske jezične porodice.
Službeni jezik na Nauruu, a govori se i na otoku Pleasant, izoliranom atolu zapadno od Kiribatija. Gotovo svi govornici bilingualni su u engleskom, koji ga sve više potiskuje. 6000 govornika (1991 Bender and Rehg). Pismo: latinica.

## Vanjske poveznice
- Ethnologue (14th)
- Ethnologue (15th)